# Molí fariner de Lluçars
El Molí fariner de Lluçars és un molí amb elements gòtics i barrocs de Lluçars al municipi de Vilanova de Meià (Noguera) inclosa a l'Inventari del Patrimoni Arquitectònic de Catalunya.

## Descripció
Edifici de planta rectangular cobert a dues aigües amb teula àrab amb alguns cossos afegits de forma posterior (segle xviii) al lateral esquerra. L'accés es fa per un portal amb arc de mig punt adovellat. Un cop a l'interior hi ha dues grans arcades gòtiques que sostenen el sostre, avui mig enfonsat, les restes del molí i un cos elevat. Té diverses obertures, dues amb reixes forjades, i un petit portal data el 1785. Té una sortida també a la part posterior. Presenta algunes esquerdes que fan perillar els murs així com diverses entrades d'aigües.

## Història
Segons la tradició havia estat dels Marquesos de dos Aigües de València.